# HMS Challenger (1858)
La HMS Challenger fu una corvetta di classe Pearl della Royal Navy varata il 13 febbraio 1858 nel cantiere di Woolwich. Fu la nave ammiraglia della Australia Station tra il 1866 ed il 1870.
Facendo parte della North America and West Indies Station prese parte nel 1862 alle operazioni nei confronti del Messico, compresa l'occupazione di Veracruz. Diventò la nave ammiraglia della Australia Station nel 1866 e nel 1868 intraprese una spedizione punitiva contro alcuni nativi delle Figi per vendicare l'uccisione di un missionario e di alcuni suoi dipendenti. Lasciò la Australian Station alla fine del 1870.
Fu scelta per svolgere la prima spedizione di ricerca marina globale: la spedizione Challenger. Per permettergli di sondare le profondità marine gli furono lasciati solo due cannoni, mentre i longheroni furono ridotti per recuperare più spazio. Laboratori, cabine supplementari ed una speciale piattaforma per una draga furono aggiunti. Fu caricata con barattoli per i campioni, alcool per la conservazione dei campioni, microscopi ed apparati chimici, reti per pesca a strascico e draghe, termometri e bottiglie per i campioni d'acqua, sonde e apparati per la raccolta di sedimenti del fondo marino oltre a lunghe funi con i quali calare le strumentazioni nelle profondità oceaniche. In tutto fu caricata con 291 km di canapa italiana.
Quando iniziò il suo viaggio di 127.580 km, la Challenger trasportava in tutto 243 tra ufficiali, scienziati ed equipaggio.
Fu utilizzata come guardia costiera e come nave da addestramento della Royal Naval Reserve ad Harwich nel luglio 1876.
Nonostante il grande successo della spedizione, la Challenger subì un ignominioso destino: fu infatti decommissionata a Chatham Dockyard nel 1878 e rimase in riserva fino al 1883, quando fu convertita in nave per le reclute sul fiume Medway, dove rimase finché non fu venduta a J.B. Garnham il 6 gennaio 1921 e smantellata per recuperare il fondo di rame nel 1921.
Non ne rimane nulla a parte la polena, oggi esposta presso il National Oceanography Centre (Southampton). Lo Space Shuttle statunitense Challenger prese il nome da questa nave.

## 1872–1876: HMSChallenger
La spedizione Challenger fu un lungo giro del mondo che percorse 68.000 miglia nautiche (125.936 km) organizzato dalla Royal Society in collaborazione con l'università di Edimburgo. Charles Thomson era a capo di un numeroso gruppo scientifico. Nella spedizione si misurarono per la prima volta i rilievi dell'oceano pacifico nord-occidentale tra cui la depressione della Fossa delle Marianne.
- - Capitani: George Nares (1873 e 1874) e Frank Tourle Thomson (1875 e 1876)
  - Naturalisti: Charles Wyville Thomson (1830–1882), Henry Nottidge Moseley (1844–1891) e Rudolf von Willemoes-Suhm (1847–1875)
  - Oceanografi: John Young Buchanan (1844–1925) e John Murray (1841–1914)
  - Pubblicazioni: C.W. Thomson, Report on the scientific results of the voyage of HMS Challenger during the years 1873-76… prepared under the superintendence of the late Sir C. Wyville Thomson,... and now of John Murray,... (50 volumi, Londra, 1880–1895). H.N. Moseley, Notes by a naturalist on the Challenger (1879). W.J.J. Spry, The cruise of the Challenger (1876).

## Galleria d'immagini

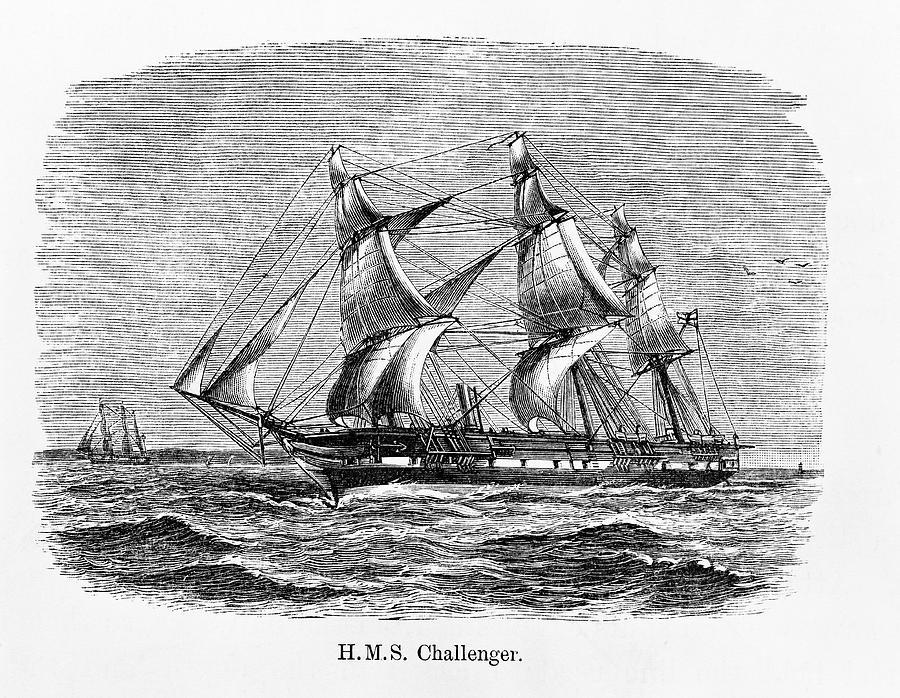
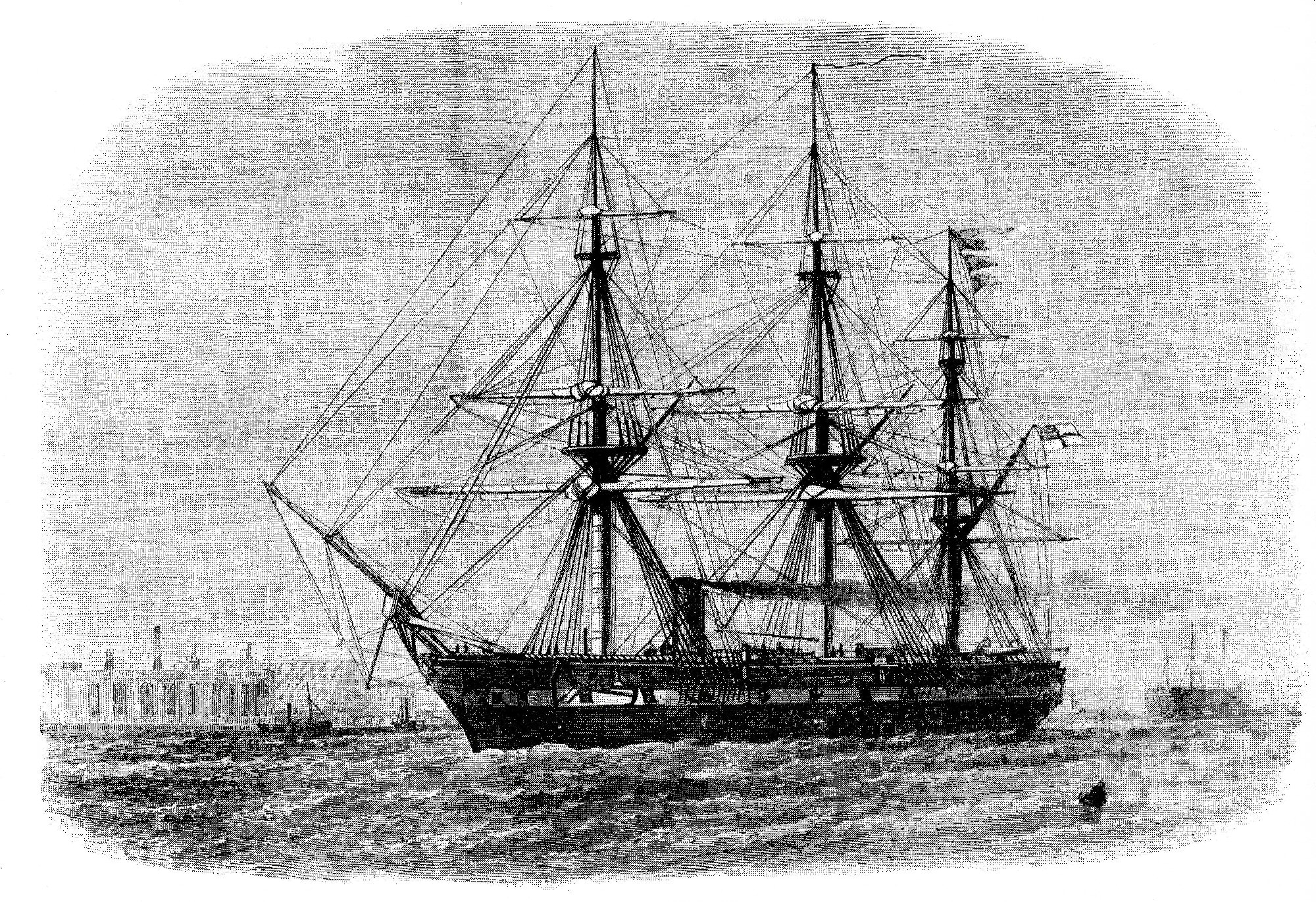